# Șutove, Berezivka
Șutove (în ucraineană Шутове) este un sat în comunei Rozkvit din raionul Berezivka, regiunea Odesa, Ucraina.

## Demografie
Componența lingvistică a localității Șutove
     Ucraineană (86,36%)
     Rusă (10,61%)
     Română (3,03%)
Conform recensământului din 2001, majoritatea populației localității Șutove era vorbitoare de ucraineană (86,36%), existând în minoritate și vorbitori de rusă (10,61%) și română (3,03%).